# Alejo Ledesma
Alejo Ledesma è una città situata nel dipartimento di Marcos Juárez, provincia di Córdoba, in Argentina. Si trova a 333 km dalla città di Córdoba nel sud-est della provincia, sulla RN 8.
L'attività economica principale della città, come quasi tutta l'area, è l'agricoltura e il bestiame. Ci sono diversi stabilimenti agricoli nella città con silos e produzione di mangimi bilanciata. Le colture principali sono soia, grano e mais.
Ha 3 299 abitanti (fonte INDEC, 2010), che rappresenta un leggero calo (0,33%) rispetto ai 3 310 abitanti (INDEC, 2001) del precedente censimento. Ci sono 1004 case nella città.